# Девітт (Мічиган)
Девітт (англ. DeWitt) — місто (англ. city) в США, в окрузі Клінтон штату Мічиган. Населення — 4776 осіб (2020).

## Географія
Девітт розташований за координатами 42°50′9″ пн. ш. 84°34′32″ зх. д. / 42.83583° пн. ш. 84.57556° зх. д. (42.835883, -84.575642).  За даними Бюро перепису населення США в 2010 році місто мало площу 7,72 км², з яких 7,40 км² — суходіл та 0,32 км² — водойми.

## Демографія
Згідно з переписом 2010 року, у місті мешкало 4507 осіб у 1732 домогосподарствах у складі 1314 родин. Густота населення становила 584 особи/км².  Було 1808 помешкань (234/км²).
Расовий склад населення:
| - 94,9 % — білих - 1,4 % — чорних або афроамериканців - 0,9 % — азіатів - 0,4 % — корінних американців |

До двох чи більше рас належало 1,9 %. Частка іспаномовних становила 3,5 % від усіх жителів.
За віковим діапазоном населення розподілялося таким чином: 26,6 % — особи молодші 18 років, 63,6 % — особи у віці 18—64 років, 9,8 % — особи у віці 65 років та старші. Медіана віку мешканця становила 39,8 року. На 100 осіб жіночої статі у місті припадало 94,7 чоловіків;  на 100 жінок у віці від 18 років та старших — 89,7 чоловіків також старших 18 років.
Середній дохід на одне домашнє господарство  становив 100 873 долари США (медіана — 76 827), а середній дохід на одну сім'ю — 111 924 долари (медіана — 92 000). За межею бідності перебувало 3,7 % осіб, у тому числі 5,4 % дітей у віці до 18 років та 0,7 % осіб у віці 65 років та старших.
Цивільне працевлаштоване населення становило 2216 осіб. Основні галузі зайнятості: освіта, охорона здоров'я та соціальна допомога — 29,7 %, мистецтво, розваги та відпочинок — 13,0 %, фінанси, страхування та нерухомість — 10,7 %, публічна адміністрація — 10,3 %.